# 864 Aase
864 Aase este un asteroid din centura principală, descoperit pe 30 septembrie 1921, de Karl Reinmuth.